# 南部高地 (英國)

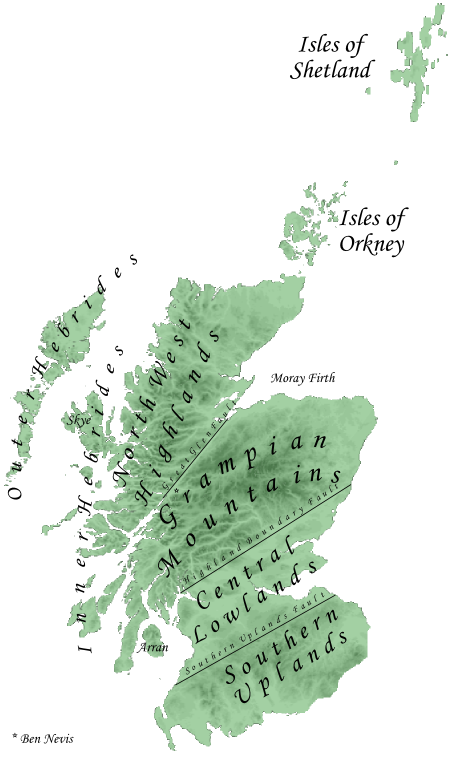
蘇格蘭南部高地的位置

南部高地（Southern Uplands）是蘇格蘭最南端的地理大區，也是蘇格蘭三個主要地理分區中人口最少的地區。這一地區的大多數地區是農業區，部分地區是森林，並且也有開闊的荒野地區。有多種牲畜品種起源於南部高地。

## 外部連結
- Southern Uplands Partnership

55°25′N 3°17′W / 55.41°N 3.28°W